# Leptobrachella namdongensis
Leptobrachella namdongensis — вид жаб родини азійських часничниць (Megophryidae).

## Поширення
Ендемік В'єтнаму. Поширений лише в заповіднику Нам Донг в провінції Тханьхоа на півночі країни.

## Оригінальна публікація
- Chung HV, NT Tao, LQ Vinh, NQ Truong, and J Jianping. 2019. A new species of Leptobrachella Smith 1925 (Anura: Megophryidae) from Thanh Hoa Province, Vietnam. Raffles Bulletin of Zoology 67: 536—556.